# Eric Abrahamson
Eric Valter Julius Abrahamson, född 29 januari 1903 i Oskars församling, Stockholm, död 26 april 1990 i Katarina församling, Stockholm
, var en svensk psykiater.
Abrahamson blev medicine licentiat i Stockholm 1930, var läkare vid mentalsjukhusen i Säter och Lund 1930–35, blev biträdande läkare vid Malmö östra sjukhus 1935, tillförordnad överläkare vid Säters sjukhus 1940, var chef för Säters utlänningsförläggning 1943–46, överläkare vid och chef för Sankt Lars sjukhus i Lund 1947–49, överläkare vid Beckomberga sjukhus 1949–68, styresman där 1962–68, och bedrev privat praktik från 1968. 
Abrahamson var ordförande i Svenska psykiatriska föreningen 1946–48, styrelseledamot i Stockholms sjukhusläkarförening 1949–62, ledamot av centralstyrelsen för Sveriges läkarförbund (SLF) 1950–56 och av förtroendenämnden i Stockholms läkarförening 1952–58. Han författade skrifter angående behandling av sinnessjuka.